# Guan Chenchen
Guan Chenchen (Hubei, República Popular Xina, 25 de setembre de 2004) és una gimnasta artística xinesa retirada. És la campiona olímpica de 2020 i la campiona nacional xinesa de 2020 en barra d'equilibri. A nivell júnior, va ser membre de l'equip xinès que va guanyar la plata al Campionat del Món júnior inaugural.

## Carrera

### Júnior

#### 2017
Guan va competir al Campionat Nacional Júnior de la Xina on va quedar tercera entre les gimnastes nascudes entre 2003 i 2004.

#### 2018
El 2018, Guan va competir al campionat xinès on va ocupar la setena posició en el concurs complet, segona a la barra d'equilibri, setena a l'exercici de terra i el seu equip va quedar tercer. Al juny va competir al Campionat Nacional Júnior de la Xina on va quedar primera a la divisió 14 i inferior. Durant les finals d'aparells va quedar quarta en barres asimètriques, va guanyar l'or a la barra d'equilibri i va guanyar la plata a l'exercici de terra.

#### 2019
Al març, Guan va competir al Trofeu Ciutat de Jesolo 2019, on va quedar novena en el concurs complet i sisena en salt i terra. Al maig va competir al campionat xinès on va quedar vuitena en el concurs complet. Guan va ser seleccionada posteriorment per representar la Xina al Campionat del Món Júnior inaugural al costat de Ou Yushan i Wei Xiaoyuan. Mentre allà va ajudar a la Xina a acabar segona a la final per equips, darrere de Rússia i per davant dels Estats Units. Individualment, Guan va acabar sisena a la final de salt. Va acabar la temporada competint als Jocs Nacionals de la Joventut de la Xina on va acabar quarta en el concurs complet, primera salt, sisena a barres asimètriques i segona a barra d'equilibri darrere d'Ou.

### Sènior

#### 2020
A setembre, Guan va fer el seu debut sènior al Campionat Nacional de la Xina representant l'equip provincial de Zhejiang. Va liderar l'equip per guanyar el bronze a la competició per equips i es va classificar individualment per a la final de l'exercici complet individual en segon lloc darrere de la vigent campiona nacional Liu Tingting amb una puntuació de 55.900. També es va classificar en primer lloc per a la final de la barra d'equilibri amb un ampli marge sobre la medallista de plata del món juvenil Wei Xiaoyuan i la medallista de plata del món Liu. La seva puntuació de dificultat acreditada de 7,0 va ser la més alta del quadrienni 2017-2020 fins a aquest moment. Durant la final, va patir múltiples contratemps en barres asimètriques, barra d'equilibri i terra i va acabar la competició en sisena posició. Durant la final de la barra d'equilibri va guanyar l'or amb una rutina segura per davant de Wei i Liu, i va quedar vuitena a la final d'exercicis de terra amb una rutina neta.

#### 2021
Guan va ser seleccionada per representar la Xina als Jocs Olímpics d'Estiu de 2020 com la gimnasta més jove de l'equip xinès, a dos mesos de tenir 17 anys. Als Jocs Olímpics només va competir a la barra d'equilibri durant les classificacions, on va aconseguir la puntuació més alta, 14,933, i es va classificar primera per a la final.
El 3 d'agost de 2021, Guan va guanyar la medalla d'or en barra d'equilibri als Jocs Olímpics amb una puntuació de 14,633, sent la tercera gimnasta xinesa a guanyar la medalla d'or en aquesta competició després de Liu Xuan i Deng Linlin.
Després dels Jocs Olímpics, Guan va competir als Jocs Nacionals xinesos, però va caure a la final de la barra d'equilibri i va quedar cinquena amb una puntuació de 13.920.

### 2022
L'octubre de 2022, un representant de la Federació Xinesa de Gimnàstica va revelar que Guan s'havia retirat de la gimnàstica per centrar-se en els seus estudis a la Universitat de Zhejiang.

## Història competitiva

### Júnior
| Any                       | Esdeveniment                  | Equip | CC | VT | UB | BB | FX |
| ------------------------- | ----------------------------- | ----- | -- | -- | -- | -- | -- |
| 2017                      | Campionat Nacional Júnior     |       | 3  |    | 2  |    |    |
| 2018                      | Campionat de la Xina          | 3     | 7  |    |    | 2  | 3  |
| Campionat Nacional Júnior |                               | 1     |    | 4  | 1  | 2  |    |
| 2019                      | Trofeu Ciutat de Jesolo       |       | 9  | 6  |    |    | 6  |
| 2019                      | Campionat de la Xina          | 3     | 8  |    |    |    |    |
| 2019                      | Campionat del Món júnior      | 2     |    | 6  |    |    |    |
| 2019                      | Jocs Nacionals de la Joventut | 2     | 4  | 1  | 6  | 2  |    |

### Sènior
| Any  | Esdeveniment       | Equip | AA | VT | UB | BB | FX |
| ---- | ------------------ | ----- | -- | -- | -- | -- | -- |
| 2020 | Campionat Nacional | 3     | 6  |    |    | 1  | 8  |
| 2021 | Campionat Nacional | 3     | 9  |    |    | 6  |    |
| 2021 | Jocs Olímpics      |       |    |    |    | 1  |    |
| 2021 | Jocs Nacionals     | 4     |    |    |    | 5  |    |